# Liste de personnalités nées à Montréal
Voir l'article principal : Montréal.
Voici une liste de Montréalais célèbres ou s'étant démarqués dans leur domaine de compétence, par ordre alphabétique :
- Haut – A
- B
- C
- D
- E
- F
- G
- H
- I
- J
- K
- L
- M
- N
- O
- P
- Q
- R
- S
- T
- U
- V
- W
- X
- Y
- Z

## A

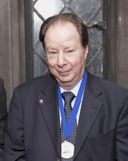
Sidney Altman

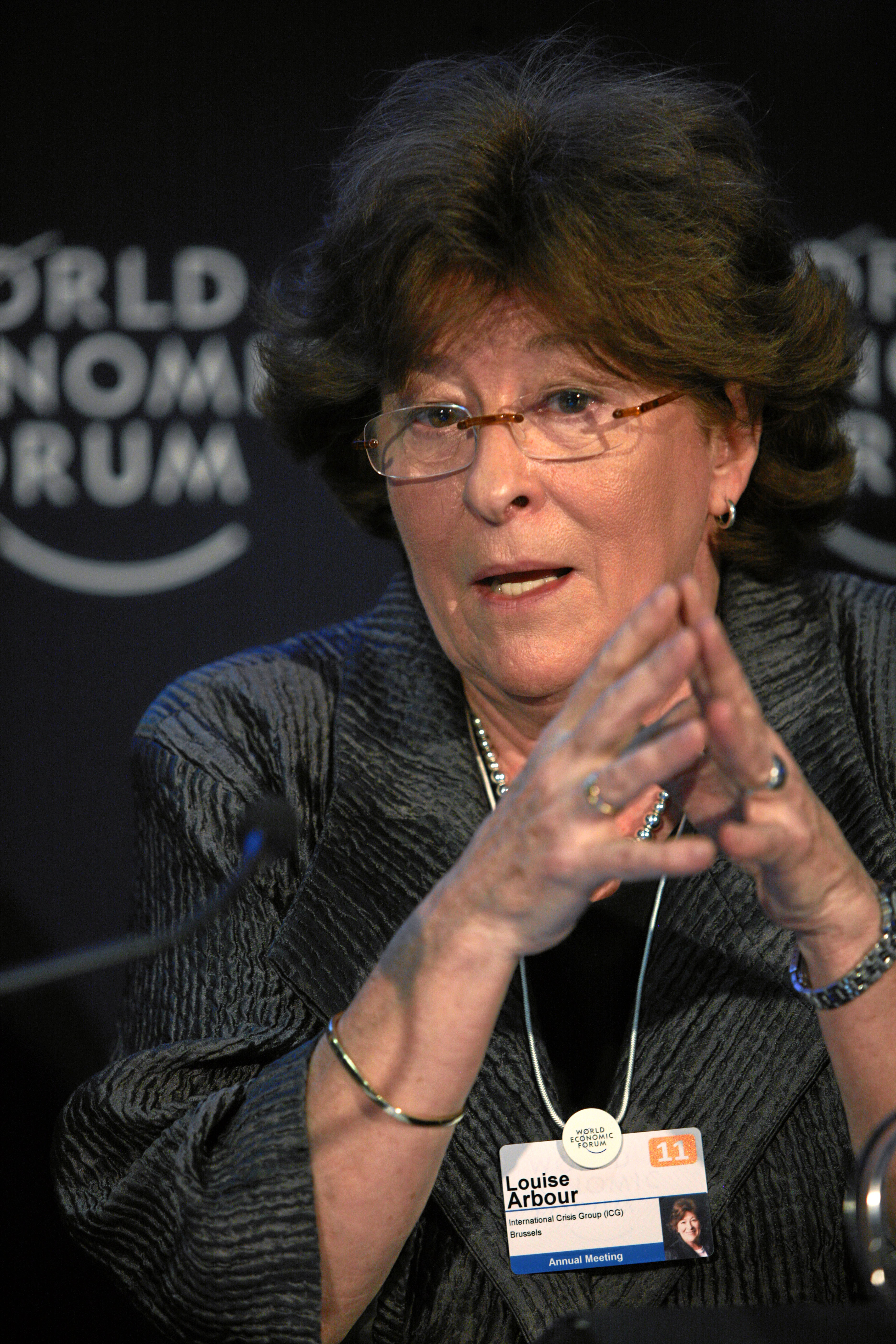
Louise Arbour

### Littérature et arts
- Hubert Aquin (1929 - 1977), romancier et journaliste
- Gilles Archambault (1933 - ), romancier, essayiste, journaliste, musicologue (jazz)
- Louis Archambault (1915 - 2003), sculpteur

### Musique
- Pierrette Alarie (1921 - 2011), comédienne et cantatrice (soprano)
- Melissa Auf Der Maur (1972 - ), Musicienne de rock, chanteuse, photographe et actrice

### Sciences
- Sidney Altman (1939 - ), biochimiste, corécipiendaire du prix Nobel de chimie (1989)

### Sports
- Joel Anthony (1982 -), joueur professionnel de basket-ball
- Ramzi Abid (1980 -), joueur professionnel de hockey sur glace

### Politique
- Louise Arbour (1947 - ), avocate, juge, haut-commissaire de l'ONU aux droits de l'homme

### Affaires
- René Angélil (1942 - 2016), agent artistique et mari de Céline Dion

## B

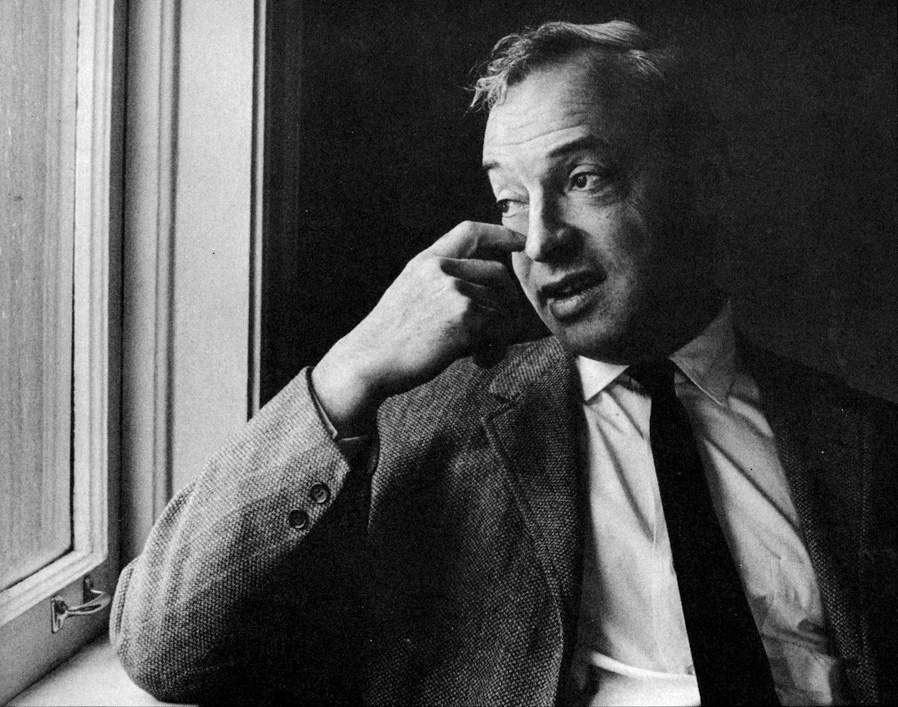
Saul Bellow

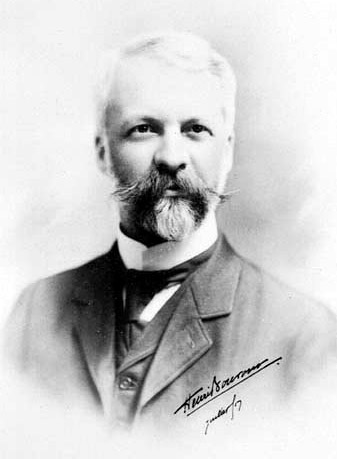
Henri Bourassa

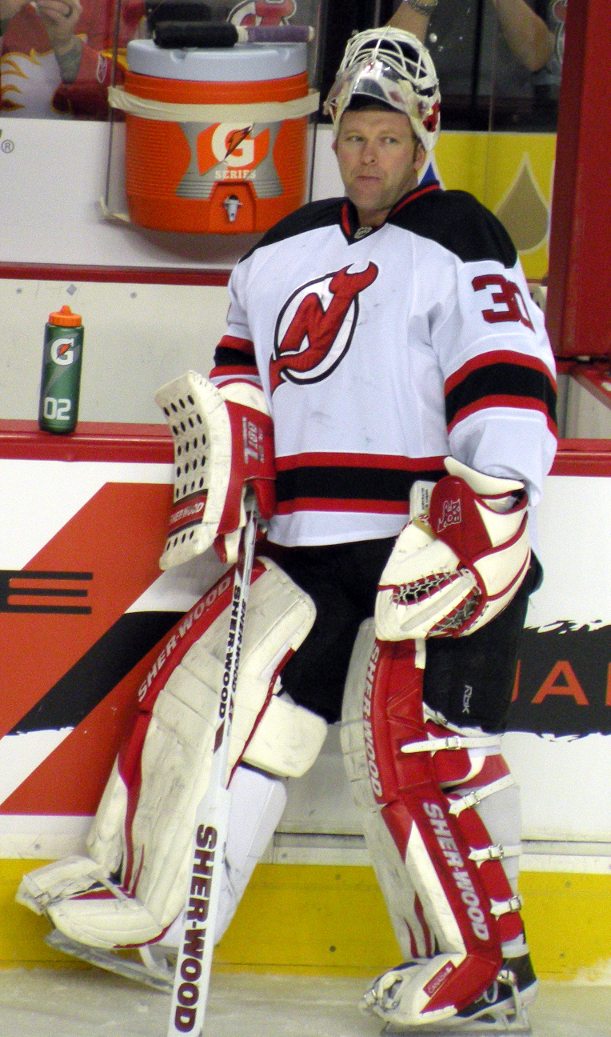
Martin Brodeur

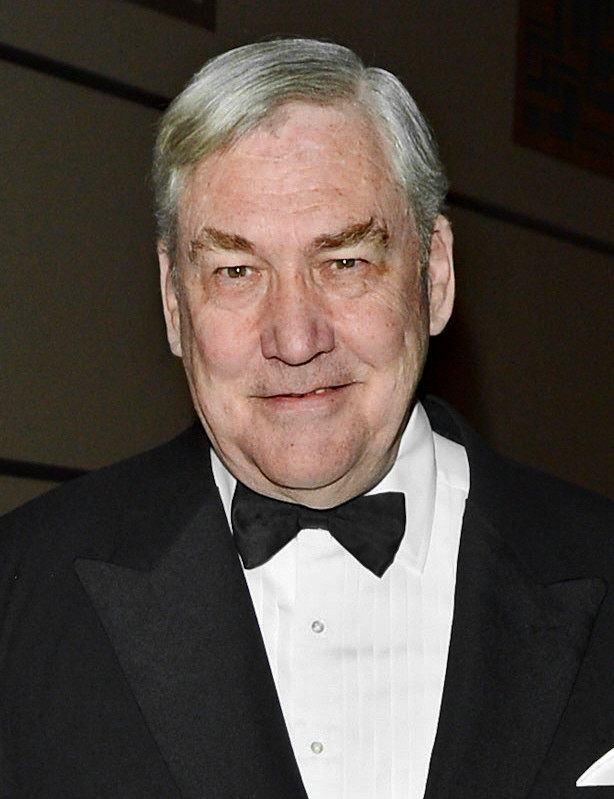
Conrad Black

### Littérature et arts
- Marcel Barbeau (1925 - 2016), artiste-peintre
- Raoul Barré (1874 - 1932), illustrateur, dessinateur pour le cinéma d'animation, pionnier de la bande dessinée
- Fred Barry (1887 - 1964), comédien
- Claire Beaugrand-Champagne, (1948 - ), photographe
- Saul Bellow (1915 - 2005), écrivain, prix Nobel de littérature (1976)
- Janette Bertrand (1925 - ), journaliste, comédienne, dramaturge, écrivaine
- Denise Bombardier (1941 - ), journaliste, écrivaine, essayiste
- Joyce Borenstein, (1950 - ), réalisatrice, animatrice
- André Brassard (1946 - ), metteur en scène, légendaire collaborateur de Michel Tremblay
- Michel Brault (1928 - 2013), cinéaste
- Yvette Brind'Amour (1918 - 1992), comédienne, metteur en scène, directrice artistique, cofondatrice du Théâtre du Rideau Vert
- Arthur Buies (1840 - 1901), journaliste et essayiste
- Geneviève Bujold (1942 - ), comédienne

### Musique
- Roméo Beaudry (1882 - 1932), auteur, compositeur, pianiste, producteur de disques, collaborateur d'Émile Berlinerhh
- Paul Bley (1932 - 2016), pianiste et compositeur de «free jazz»
- Pierre Bouvier (1979 - ), chanteur, musicien de Simple Plan

### Sciences et technologies
- Gilles Brassard (1955 - ), cryptologue et professeur à l'Université de Montréal

### Sports
- Horace Barré (1872 - 1918), haltérophile, « homme fort », il fut l'élève du célèbre Louis Cyr
- Chris Benoit (1967-2007), catcheur (lutteur professionnel) ayant évolué à la WCW et la WWE. Décédé par suicide après avoir tué sa femme et ses enfants.
- Marco Baron (1959- ), joueur professionnel de hockey sur glace ayant évolué dans la Ligue nationale de hockey
- Eugenie Bouchard (1994- ), joueuse de tennis professionnelle
- Raymond Bourque (1960-), joueur professionnel de hockey sur glace ayant évolué dans la LNH
- Patrice Brisebois (1971 -), joueur de hockey sur glace professionnel
- Martin Brodeur (1972-), gardien de but professionnel de hockey sur glace

### Politique
- Honoré Beaugrand (1849 - 1906), écrivain, dix-huitième Maire de Montréal, Commandeur de la Légion d'honneur
- Louis Bernard (1937 - ), avocat, grand fonctionnaire de l'État, il fut aussi un des dirigeants de la Banque Laurentienne du Canada et se porta candidat à la succession de Bernard Landry comme chef du Parti québécois, en 2005
- Charles-Eugène Boucher de Boucherville (1822 - 1915), homme politique, premier ministre de la province de Québec
- Henri Bourassa (1868 - 1952), homme politique et fondateur du journal Le Devoir
- Robert Bourassa (1933 - 1996), homme politique, premier ministre du Québec

### Militaire
- Yvan Blondin, chef d'état-major de la Force aérienne du Canada de 2012 à 2015

### Affaires
- Trefflé Berthiaume (1848 - 1915), homme d'affaires, fondateur de la revue Le Monde illustré, il a acquis en 1889 le quotidien La Presse et en a fait le plus important quotidien au Canada
- Conrad Black (1944 - ), financier, magnat de la presse, biographe, anobli par la Couronne britannique (Baron Black de Crossharbour)
- Charles Rosner Bronfman (1931 - ), homme d'affaires, mécène
- Edgar Miles Bronfman (1929 - 2013), homme d'affaires

### Autres
- Jehane Benoît (1904 - 1987), née Jehane Patenaude; pionnière de l'enseignement de l'art culinaire, journaliste, auteur d'une Encyclopédie de la cuisine canadienne
- Aristide Beaugrand-Champagne (1876 - 1950), architecte

## C
Littérature et arts

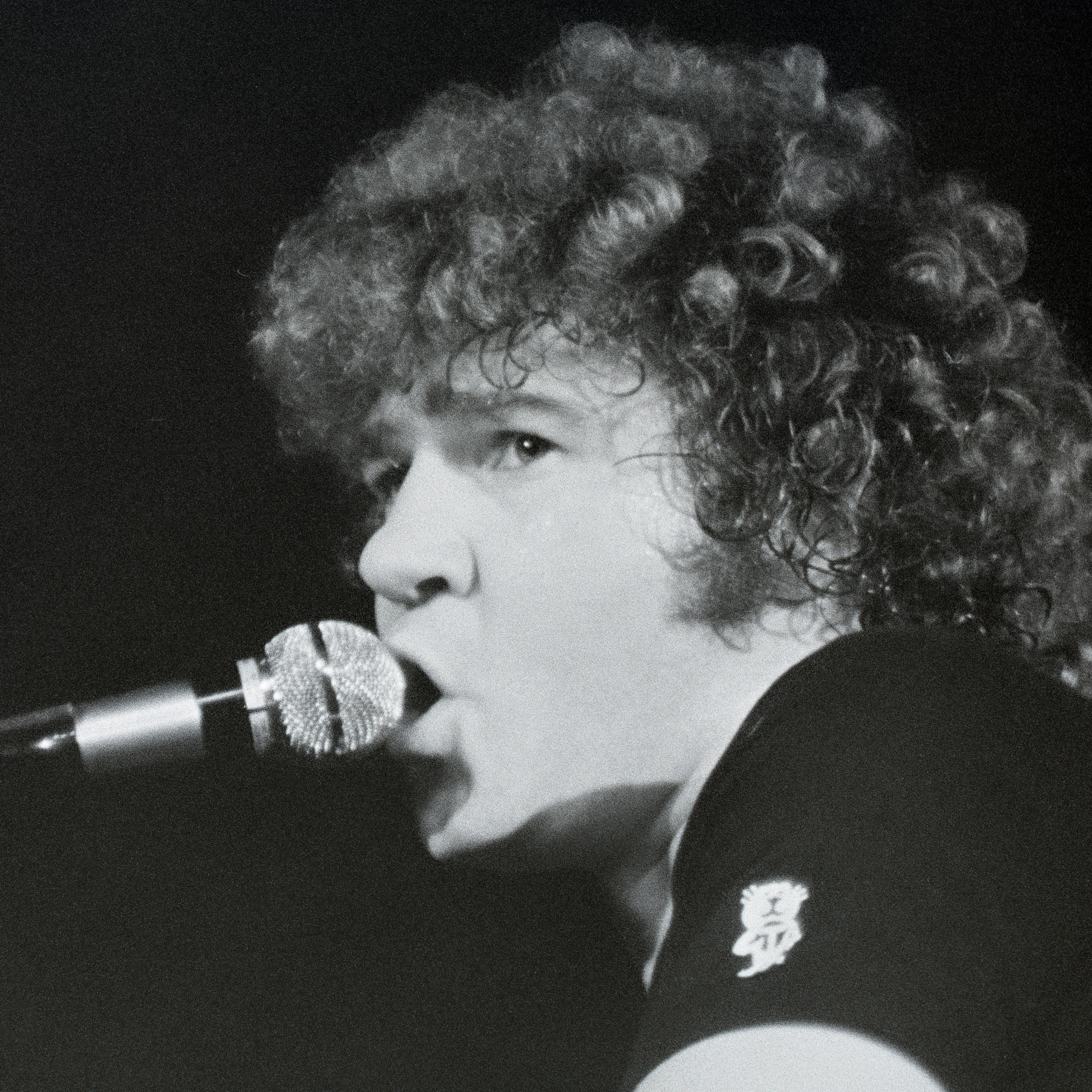
Robert Charlebois

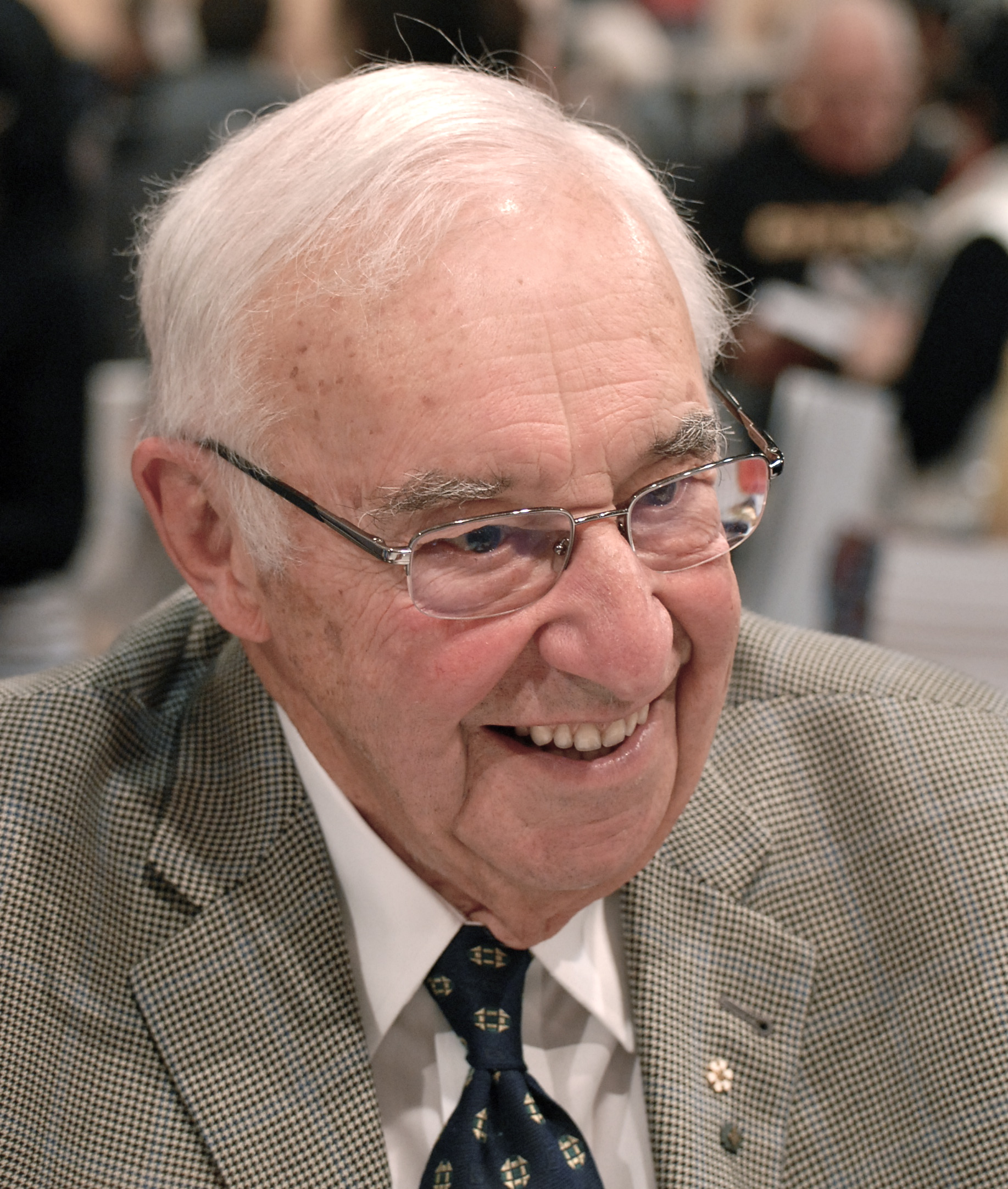
Jean Coutu

- Geneviève Cadieux (1955 - ), photographe
- Solange Chaput-Rolland (1919 - 2001), journaliste, écrivaine, sénatrice
- Melvin Charney (1935 - 2012), artiste, architecte
- Émile Coderre (1893 - 1970), pharmacien, écrivain (sous le pseudonyme de Jean Narrache)
- Leonard Cohen (1934 - 2016), poète, romancier, auteur-compositeur-interprète
- Jean Coutu (1925 - 1999), comédien
- Marie-Josée Croze (1970 - ), comédienne

Musique
- Claude Champagne (1891 - 1965), musicien, compositeur
- Robert Charlebois (1944 - ), auteur-compositeur-interprète
- Renée Claude (1939 - 2020), née Bélanger, chanteuse, comédienne
- Grégory Charles (1969 - ) auteur-compositeur-interprète, comédien

Sciences et technologies

Sports

Politique
- Thérèse Casgrain (1896 - 1981), femme politique, première femme à être chef d'un parti politique au Québec, le Parti social démocratique (PSD / CCF), prédécesseur du Nouveau Parti démocratique du Canada (NPD)

Affaires
- Jean Coutu (1927 - ), homme d'affaires, pharmacien

Autres
- Michel Chartrand (1916 - 2010), leader syndical
- Ernest Cormier (1885 - 1980), architecte

## D
Littérature et arts

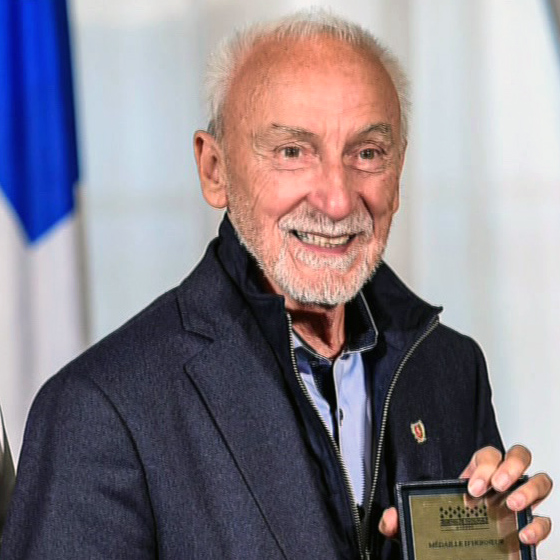
Yvon Deschamps

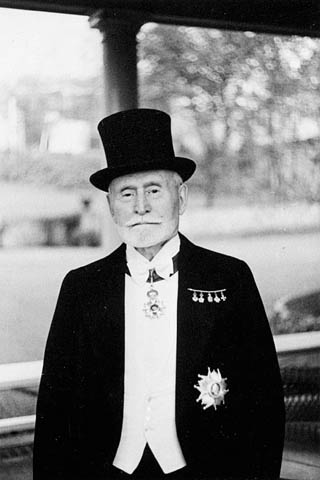
Raoul Dandurand

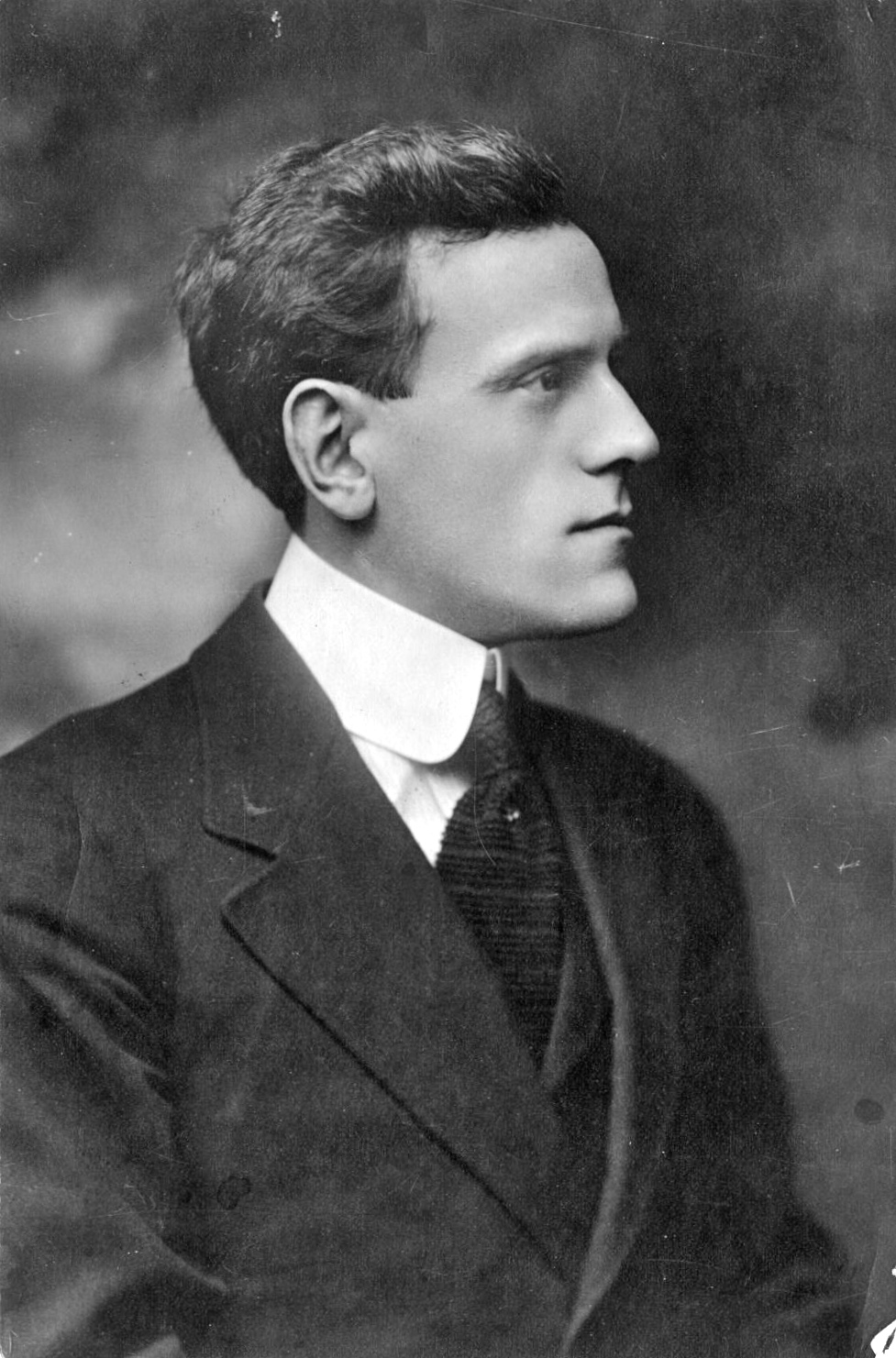
Athanase David

- Nathalie Daoust (1977 - ), photographe et artiste contemporaine
- Yvon Deschamps (1935 - ), comédien, humoriste, producteur de spectacles et de télévision
- Jean-Simon DesRochers (1976 - ), écrivain
- Colleen Dewhurst (1924 - 1991), comédienne
- Marcel Dubé (1930 - 2016), dramaturge, auteur pour le théâtre et la télévision
- Jean Duceppe (1923 - 1990), comédien et metteur en scène
- Fernand Dansereau (1928 - ), cinéaste
- Louis Dudek, (1918 - 2001), écrivain, poète
- Richard Dupras (1950-), joueur professionnel québécois de hockey sur glace.
- Richard Darbois (1951-), acteur franco-canadien, spécialisé dans le doublage
- Michel Donato (1942 -) est un contrebassiste et compositeur québécois.

Musique
- Lionel Daunais (1901 - 1982), musicien, chanteur (baryton), grand promoteur de l'art lyrique
- Jean Derome (1955 - ) compositeur, musicien
- Claude Dubois (1947 - ), auteur-compositeur-interprète
- Daria Colonna (1989 - ),  autrice, compositrice, interprète et poétesse
- Diane Dufresne (1944 - ), auteur, interprète
- Lucille Dumont (1919 - 2016), chanteuse

Sciences et technologies
- Pierre Dansereau (1911 - 2011), docteur ès sciences, biogéographe, pionnier du mouvement environnementaliste

Sports
- Jean-Philippe Darche (1975 -), joueur professionnel de football américain
- Mathieu Darche (1976 -), joueur de hockey ayant évolué dans la LNH

Politique
- Raoul Dandurand (1861 - 1941), avocat, homme politique, sénateur, diplomate, grand officier de la Légion d'honneur, membre de l’Académie des sciences morales et politiques à l’Institut de France, deuxième président de la Société des Nations (SDN), l'ancêtre de l'Organisation des Nations unies (ONU)
- Athanase David (1882 - 1953), avocat, homme politique, fondateur des Archives nationales du Québec, de l'École des beaux-arts de Montréal et du Musée du Québec
- Jean Drapeau (1916 - 1999), homme politique, maire de Montréal (1954-1986), instigateur de l'exposition universelle de 1967 et des jeux olympiques de 1976

Affaires
- Arthur Dansereau (1844 - 1918), avocat, journaliste, propriétaire de journaux, il fut rédacteur en chef de «La Presse»

Autres
- Michel Dallaire (1942 - ), designer industriel
- Bernard Derome (1944 - ), journaliste, chef d'antenne à la télévision de Radio-Canada
- Joseph-Alexandre DeSève (1896 - 1968), distributeur, producteur de cinéma, cofondateur de la station de télévision Télé-Métropole, qui deviendra le réseau TVA
- Jean-François Doré (1948-2016), animateur à la radio et à la télévision.
- Philippe Dubuc (1966 - ), styliste

## E
Musique
- Willie Eckstein (1888 - 1963), pianiste, pionnier du ragtime et du jazz au Canada

Politique
- Henrietta Muir Edwards (1849 - 1931), journaliste, militante pour le droit de vote des femmes (suffragette) et pour l'octroi des allocations familiales

## F
Littérature et arts
- Ingrid Falaise (1981-), actrice

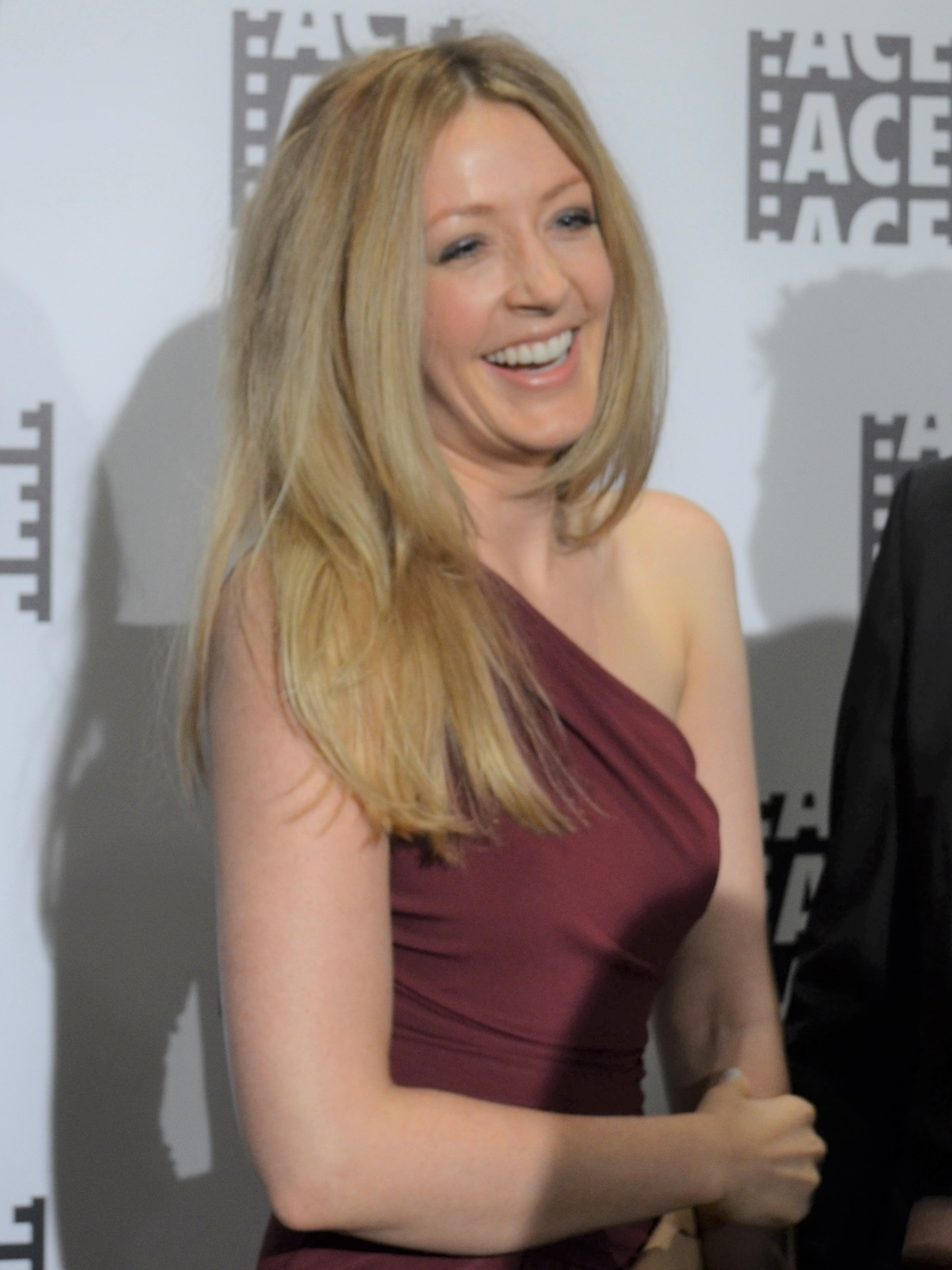
Jennifer Finnigan

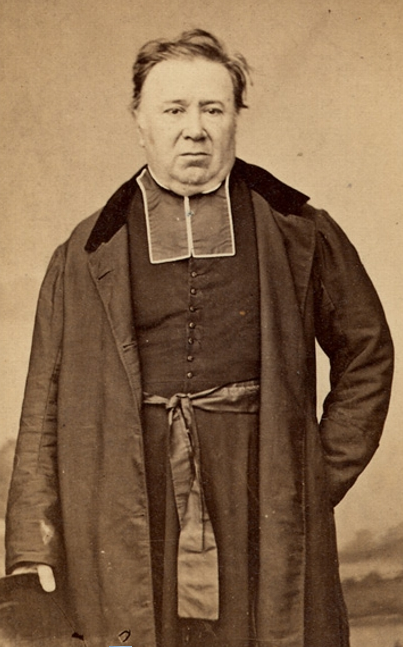
Jean-Baptiste-Antoine Ferland

- Marc Favreau (1929 - 2005), comédien, dramaturge, monologuiste, créateur du célèbre personnage de Sol, le clown clochard, Chevalier de l'Ordre national du Québec (1995) et Officier de l'Ordre du Canada (2003).
- Maynard Ferguson (1928 - 2006), musicien et compositeur de jazz
- Denise Filiatrault (1931 - ), comédienne, metteur en scène et réalisatrice de cinéma
- Armand Filion (1910 - 1983), sculpteur, professeur à l'École des beaux-arts de Montréal
- Josh Freed, chroniqueur, Montreal Gazette

Musique
- Mylène Farmer (1961 - ), auteur-compositeure-interprète, actrice
- Jean-Pierre Ferland (1934 - ), auteur-compositeur-interprète
- Jennifer Finnigan (1979 - ), actrice
- Maureen Forrester (1930 - 2010), cantatrice (contralto)

Sports
- Maurice Filion (1932 - 2017), directeur-gérant des Nordiques de Québec

Politique
- Édouard-Raymond Fabre (1799 - 1854), libraire, éditeur, sixième Maire de Montréal (1849-1851)
- Louise Fréchette (1946 - ), diplomate, actuelle Vice-Secrétaire générale de l'ONU

Autres
- Joseph Favre, dit Montferrand (1802 - 1864), célèbre « homme fort »
- Jean-Baptiste-Antoine Ferland (1805 - 1865), prêtre, historien
- Guy Frégault (1918 - 1977), historien

## G
Littérature et arts

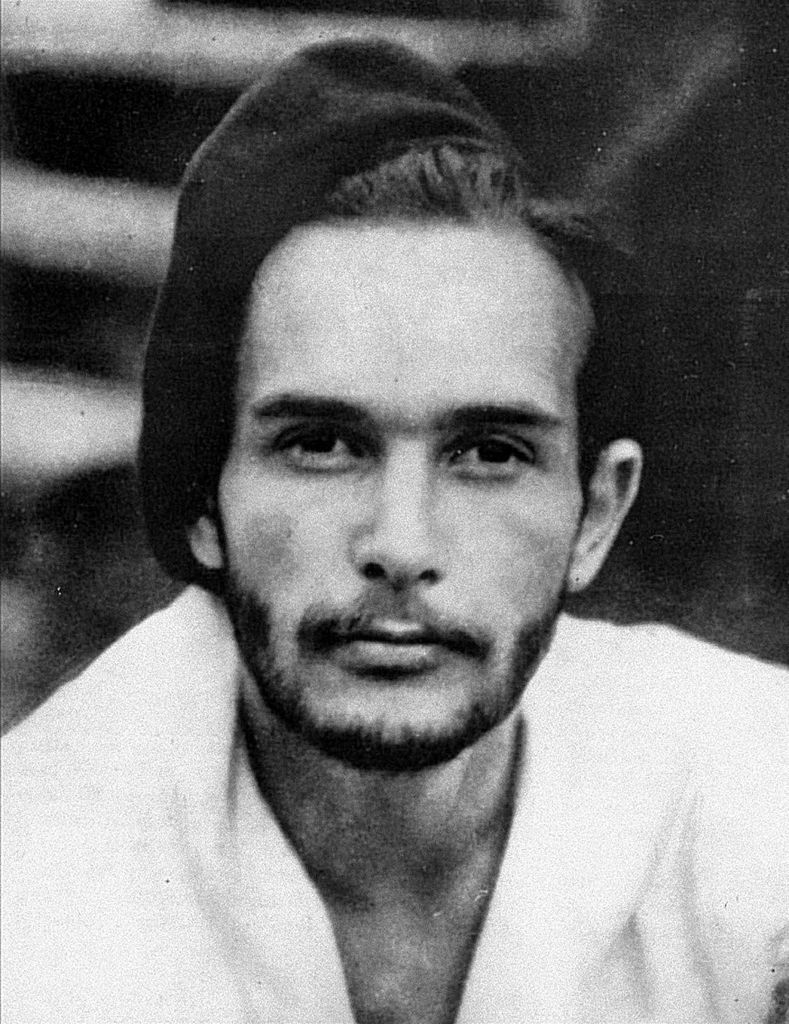
Hector de Saint-Denys Garneau

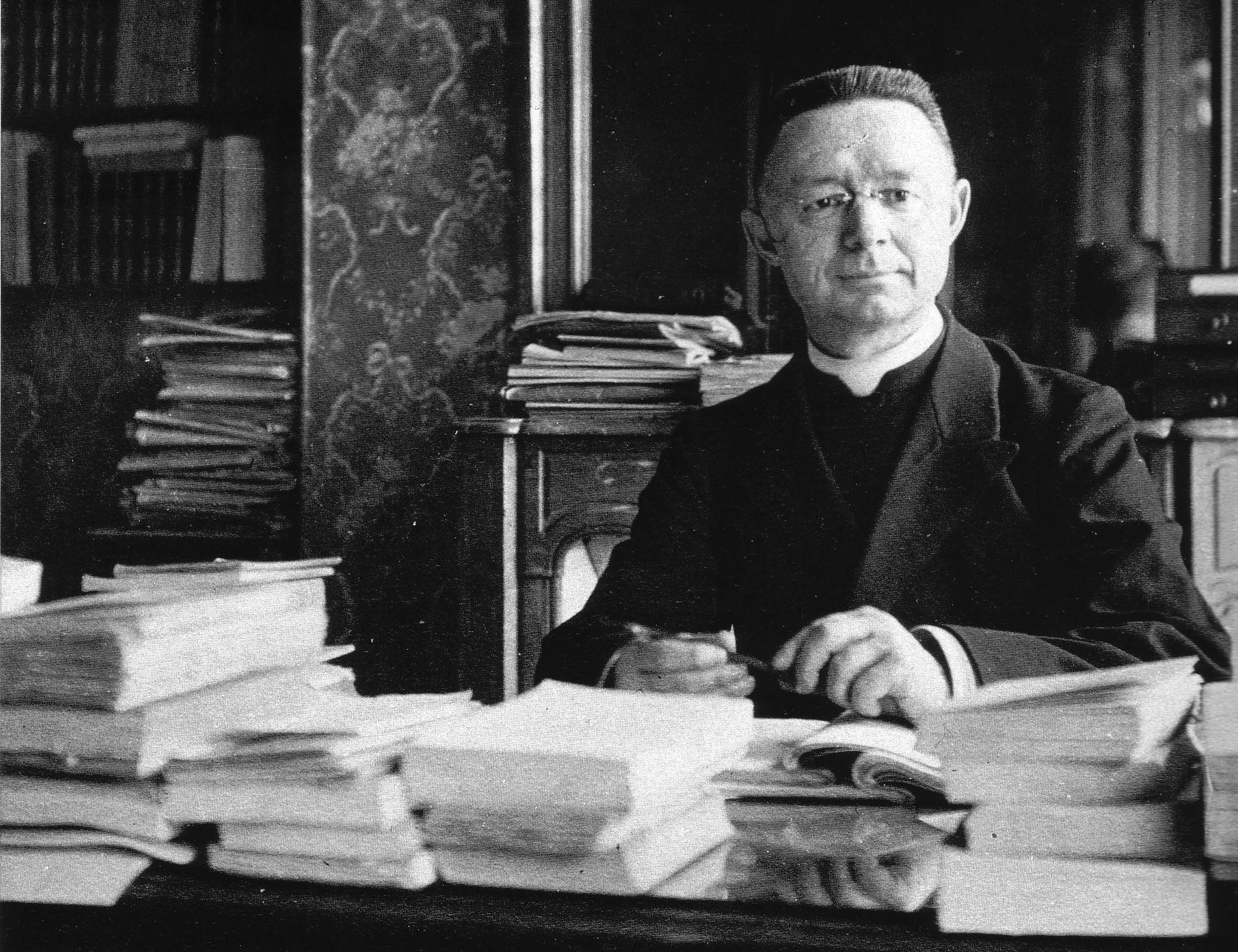
Lionel Groulx

- Charles Gagnon (1934 - 2003), artiste-peintre, photographe, cinéaste
- Clarence Gagnon (1881 - 1942), artiste-peintre
- Mavis Gallant (1922 - 2014), écrivaine
- Edgar Gariépy (1881 - 1956), photographe
- Hector de Saint-Denys Garneau (1912 - 1943), écrivain et poète, arrière-petit-fils de François-Xavier Garneau, historien québécois
- Jean Gascon (1921 - 1988), comédien, metteur en scène
- Claude Gauvreau (1925 - 1971), écrivain, poète
- Pierre Gauvreau (1922 - 2011), artiste-peintre, réalisateur de télévision
- Paul Gérin-Lajoie (1920 - 2018), avocat, philanthrope et homme politique, grand acteur du développement international
- Margie Gillis (1953 - ), danseuse et chorégraphe
- Jessalyn Gilsig (1971 - ), actrice
- Jacques Godbout (1933 - ), romancier, cinéaste, poète, essayiste, journaliste
- Betty Goodwin (1929 - 2008), artiste-peintre, estampiste, dessinatrice, photographe
- Pierre Granche (1948 - 1997), sculpteur
- Francine Grimaldi (1944 - ), journaliste de la scène culturelle
- Gilles Groulx (1931 - 1994), cinéaste
- Olivier Guimond (1914 - 1971), comédien, mime

Politique
- Paul Gouin (1898 - 1976), homme politique, éditeur et haut fonctionnaire

Affaires
- Harold Greenberg (1930 - 1996), homme d'affaires, producteur de films et de télévision

Autres
- Alan B. Gold (1918 - 2005), avocat, juge, juriste
- John Gomery (1932 - ), avocat et juge, célèbre président de la Commission d'enquête sur le programme de commandites et les activités publicitaires, mieux connue sous le nom de Commission Gomery
- Lionel Groulx (1878 - 1967), prêtre, historien

## H
Littérature et arts

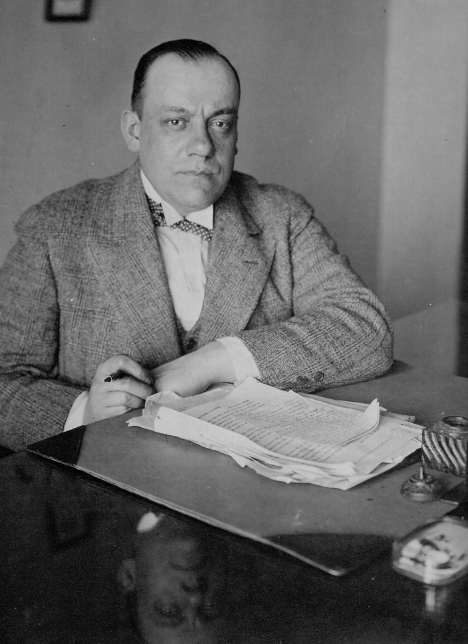
Camillien Houde vers 1930

- Jacques Hébert (1923 - 2007), journaliste, écrivain, éditeur et homme politique.
- Prudence Heward (1896 - 1947), artiste-peintre

Sports
- Doug Harvey (1924 -1989 ), hockeyeur professionnel
- Marlène Harnois (1986), médaillée Olympique et Chevalier de l'Ordre National du Mérite française

Politique
- Camillien Houde (1889 - 1958), maire de Montréal, chef du Parti conservateur du Québec, commandeur de l'Ordre de l'Empire britannique, chevalier de la Légion d'honneur

## J
Littérature et arts

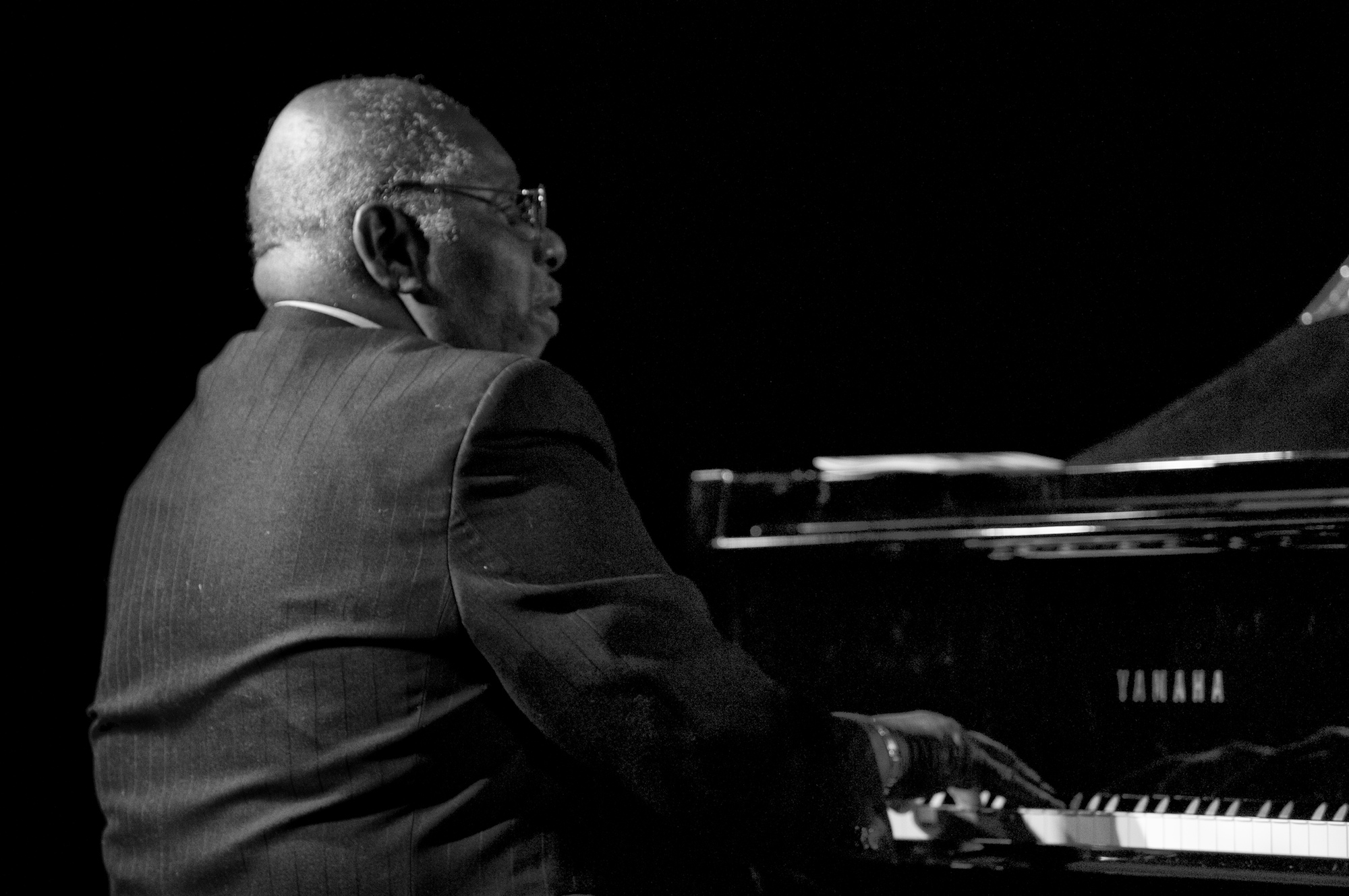
Oliver Jones

- A. Y. Jackson (1882 - 1974), artiste-peintre, membre du Groupe des sept
- Douglas Jackson (1940 - ), cinéaste
- Judith Jasmin (1916 - 1972), journaliste, comédienne
- Claude Jutra (1930 - 1986), cinéaste

Musique
- Oliver Jones (1934 - ), pianiste et compositeur de jazz

## K
Littérature et arts

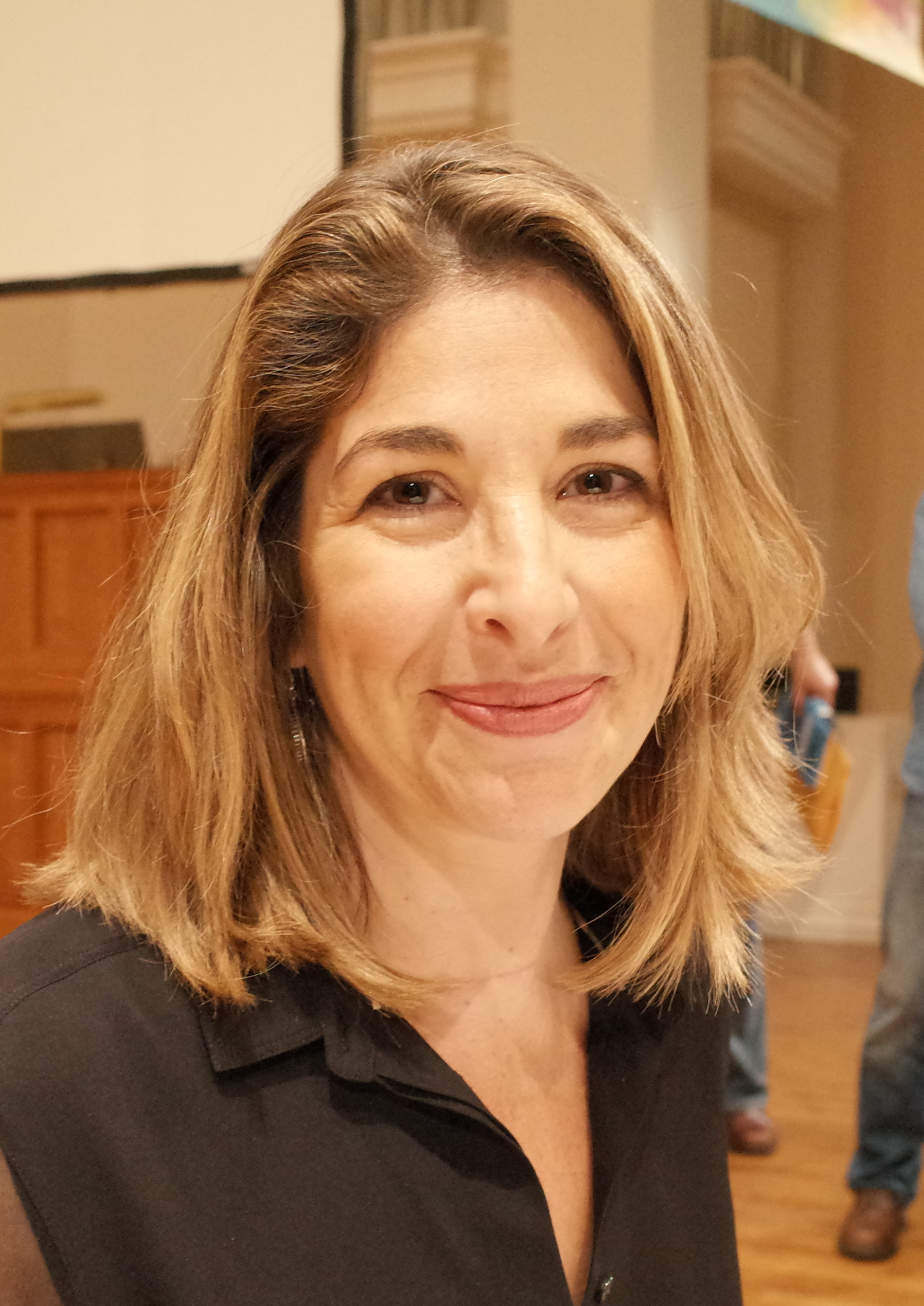
Naomi Klein

- Naomi Klein (1970 - ), journaliste, essayiste

Politique
- Leo Kolber (1929 - 2020), homme d'affaires, sénateur

## L
Littérature et arts

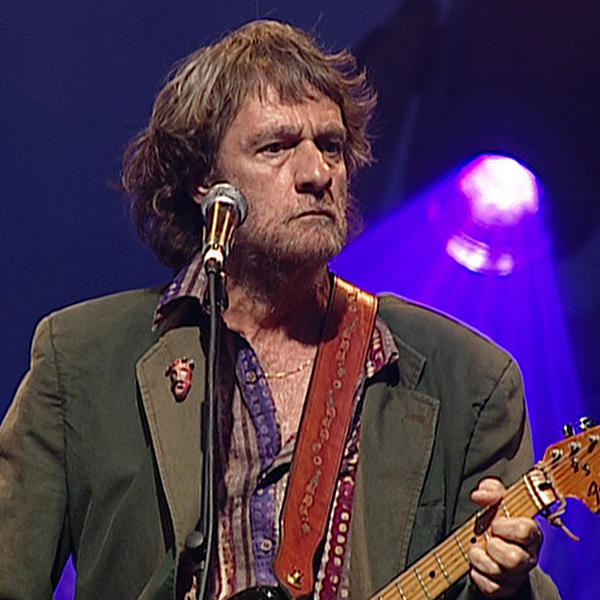
Plume Latraverse

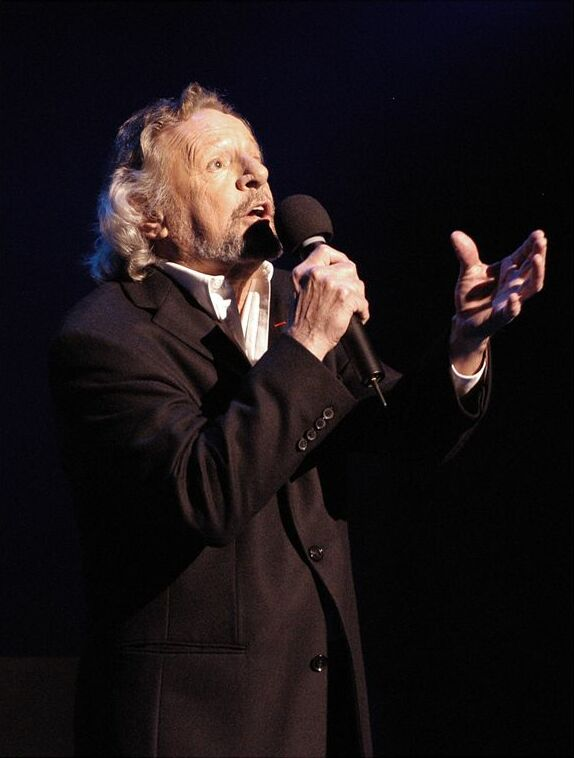
Claude Léveillée

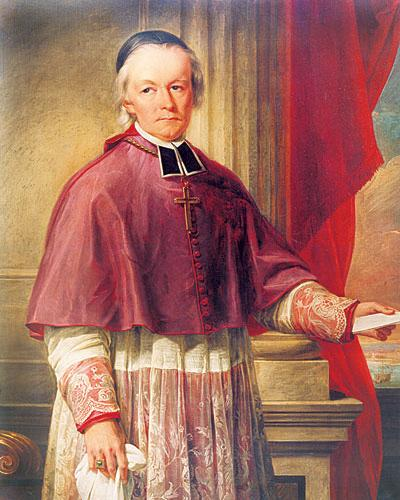
Jean-Jacques Lartigue, premier évêque de Montréal

- Sarah-Jeanne Labrosse (1991 - ), actrice québécoise
- Andrée Lachapelle (1931 - 2019), comédienne
- Alfred Laliberté (1878 - 1953), sculpteur
- Robert Lapalme (1908 - 1997), caricaturiste, peintre, essayiste
- Gilles Latulippe (1937 - 2014), comédien, humoriste, fondateur du Théâtre des Variétés
- Louise Lecavalier (1958 - ), danseuse
- Fernand Leduc (1916 - 2014), artiste-peintre
- Guy Leduc (1939 - 2008), artiste-peintre
- Paul-Émile Legault (1906 - 1983), prêtre, fondateur de la troupe de théâtre «Les Compagnons de Saint-Laurent» (1937)
- Pierre Leroux (1958 - ), écrivain, journaliste, scénariste
- Arthur Lipsett, (1936 - 1986), cinéaste

Musique
- Plume Latraverse (1946-), chanteur, musicien, auteur-compositeur et écrivain
- Claude Léveillée (1932 - 2011), auteur-compositeur-interprète, pianiste, accompagnateur d'Édith Piaf
- Monique Leyrac (1928 - 2019), née Tremblay, chanteuse, comédienne
- Louis Lortie (1959 - ), pianiste
- Jean Sébastien Lavoie (1978 - ), chanteur
- Lennikim (2001) chanteur

Religion
- Jean-Jacques Lartigue (1777 - 1840), religieux, premier évêque du diocèse de Montréal
- Christian Lépine (1951 - ), archevêque de Montréal à partir de 2012
- Frank Leo (1971 - ), cardinal, archevêque de Toronto

Sciences et technologies
- William Edmond Logan (1798 - 1875), géologue, explorateur

Sports
- Mario Lemieux (1965 - ), hockeyeur professionnel
- Mike Latendresse (1971 - ), joueur et entraineur professionnel de hockey sur glace
- Roberto Luongo (1979 - ), hockeyeur professionnel
- Vincent Lecavalier (1980 - ), hockeyeur professionnel

Politique
- Georges-Émile Lapalme (1907 - 1985), avocat, homme politique, chef du parti Libéral du Québec, fondateur de l'Office de la langue française
- Camille Laurin (1922 - 1999), psychiatre, homme politique, ministre du Parti québécois, instigateur de la loi 101
- Jean-Baptiste Le Moyne de Bienville (1680 - 1767), administrateur de la Nouvelle-France, gouverneur de la Louisiane
- Pierre LeMoyne d'Iberville (1661 - 1706), navigateur, militaire et grand explorateur du continent américain.

Affaires
- Roger D. Landry (1934 - 2020), éditeur du quotidien La Presse

Autres
- Jeanne Le Ber (1662 - 1714), religieuse, «la recluse de Ville-Marie»
- Pierre Le Moyne d'Iberville (1661 - 1706), capitaine de vaisseau, explorateur, aventurier et colonisateur
- Phyllis Lambert (1927 - ), architecte
- Jacques Lanctôt (1945 - ), ex-membre du groupe terroriste FLQ, éditeur

## M
Littérature et arts

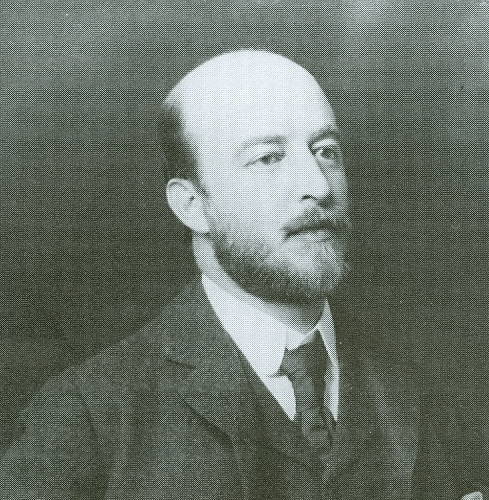
James Wilson Morrice

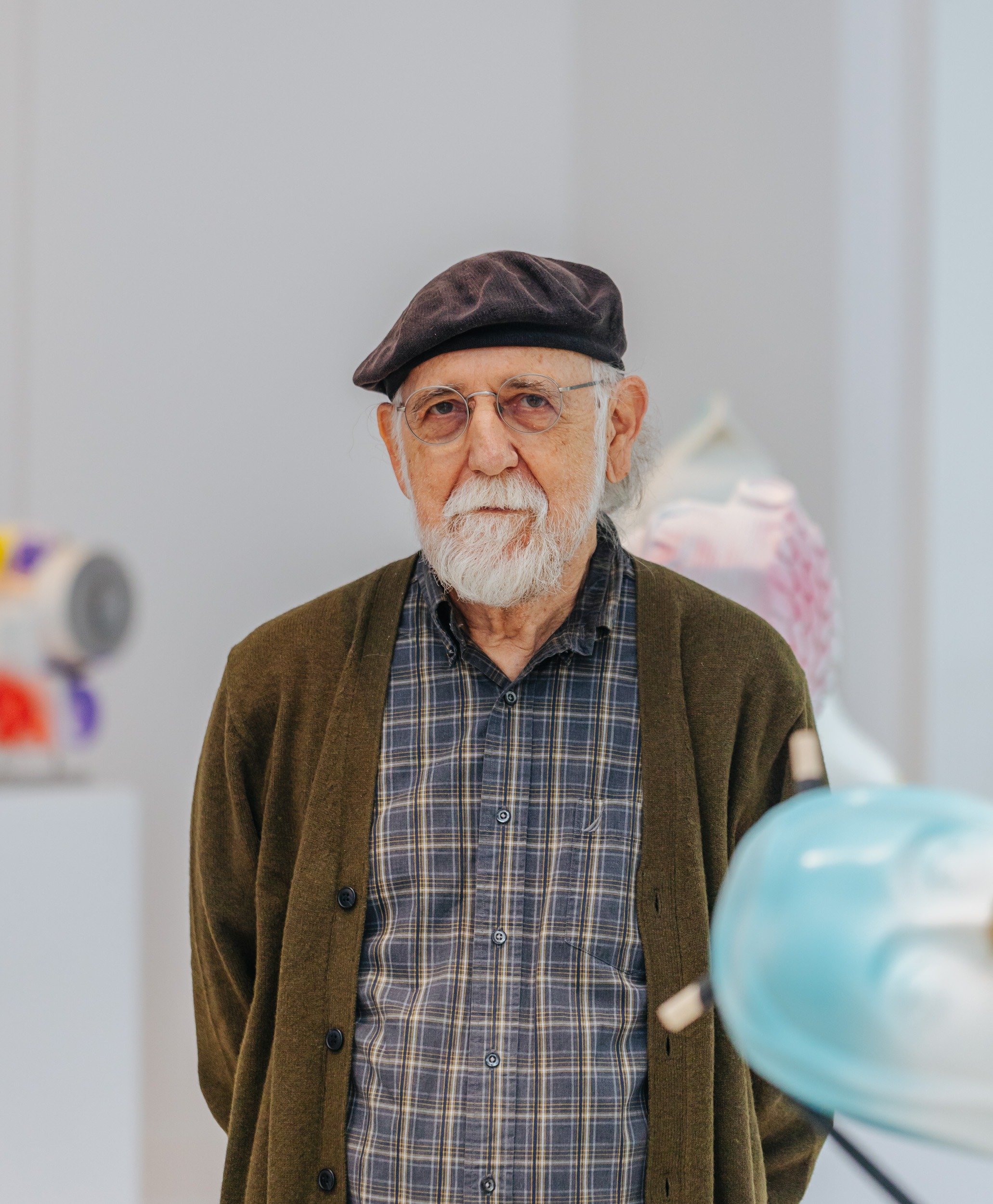
Gilles Mihalcean

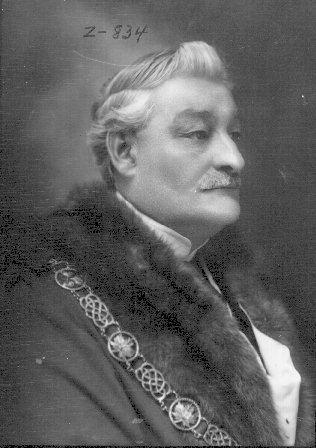
Médéric Martin

- Louise Marleau (1944 - ), comédienne
- Edmond-Joseph Massicotte (1875 - 1929), artiste-peintre, illustrateur
- Jean McEwen (1923 - 1999), artiste-peintre
- Gilles Mihalcean (1946 - ), sculpteur
- Guido Molinari (1933 - 2004), artiste-peintre
- James Wilson Morrice (1865 - 1924), artiste-peintre
- Jean-Paul Mousseau (1927 - 1991), artiste-peintre
- Alice Morel-Michaud (1998 - ), comédienne

Musique
- Marjo (1953 -) Auteure, compositeure et interprète
- Alain Macklovitch (1982 - ), DJ, compositeur
- David Macklovitch (1978 - ), auteur/compositeur/interprète, enseignant
- André Mathieu (1929 - 1968), compositeur
- Pierre Mercure (1927 - 1966), compositeur

Sciences et technologies
- Rudolph A. Marcus (1923 - ), chimiste, professeur émérite à Caltech (California Institute of Technology), récipiendaire du prix Nobel de chimie (1992)

Politique
- Médéric Martin (1869 - 1946), industriel, Maire de Montréal
- Jean-Baptiste Meilleur (1796 - 1878), médecin, homme politique, haut fonctionnaire
- Simonne Monet-Chartrand (1919 - 1993), dirigeante féministe, militante pour les droits de la personne et écrivaine
- Édouard Montpetit (1881 - 1954), avocat, économiste, essayiste

Autres
- Edward Maxwell (1867 - 1923), architecte
- William Sutherland Maxwell (1874 - 1952), architecte
- Henry Mintzberg (1939 - ), auteur et professeur en administration (ou management), Officier de l'Ordre du Canada et de l'Ordre national du Québec

## N
Littérature et arts

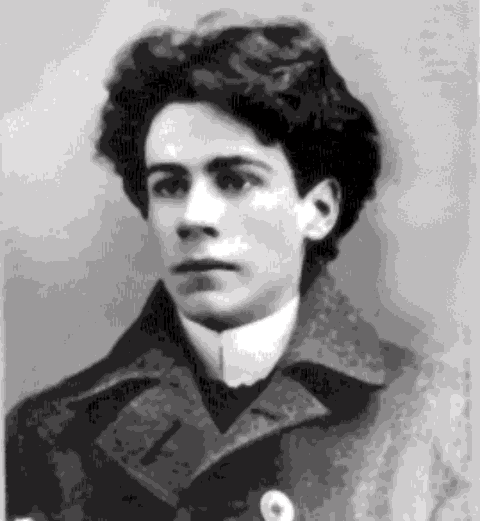
Émile Nelligan

- Marthe Nadeau (1910 - 1994), comédienne québécoise
- Fernand Nault (1921 - 2006), danseur, chorégraphe
- Émile Nelligan (1879 - 1941), poète

Autres
- Pierre Nadeau (1936 - 2019), journaliste, grand reporter et animateur de télévision

## O
Sports
- Caroline Ouellette (1979 - ), hockeyeuse médaillée olympique
- Maryse Ouellet (1983 - ), mannequin et catcheuse

Politique
Erin O'Toole (1973 - ), homme politique fédéral, chef de l'opposition officielle du Canada et du Parti conservateur du Canada.

## P
Littérature et arts

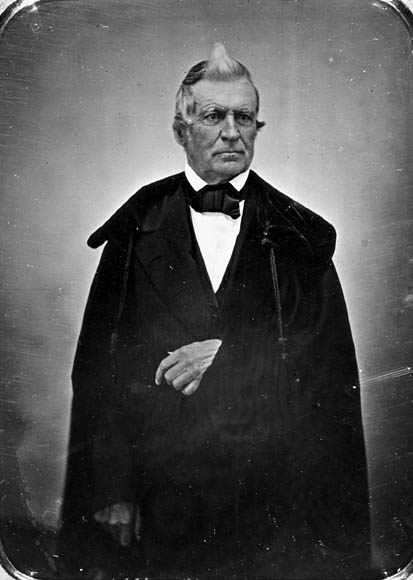
Louis-Joseph Papineau vers 1852

Oscar Peterson

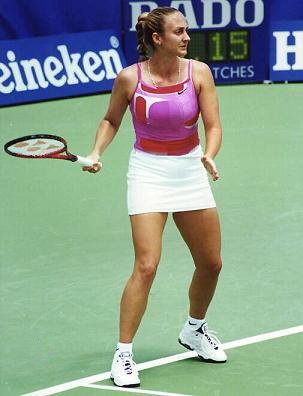
Mary Pierce

- Pierre Perrault (1927 - 1999), cinéaste, écrivain
- Jean-Pierre Perreault (1947 - 2002), danseur, chorégraphe
- Gérard Poirier (1930 - ), comédien
- Robert Polidori (1951) - ), photographe
- Henri-Maurice Perrault (1828 - 1903), architecte

Musique
- Jean Papineau-Couture (1917 - 2000), musicien, compositeur
- Wilfrid Pelletier (1896 - 1982), chef d'orchestre
- Oscar Peterson (1925 - 2007), pianiste et compositeur de jazz

Religion
- Terrence Prendergast (1944 - ), archevêque catholique

Sciences et technologies
- Julie Payette (1963 - ), astronaute
- Albert Prévost (1881 - 1926), neuropsychiatre

Sports
- Mary Pierce (1975 - ), joueuse de tennis

Politique
- Louis-Joseph Papineau (1786 - 1871), homme politique, leader du parti Patriote
- Madeleine Parent (1918 - 2012 ), syndicaliste, réformatrice, féministe
- Jacques Parizeau (1930 - 2015 ), économiste, professeur, homme politique, chef du Parti québécois
- Burt Paulin (1955 - ), homme politique

Affaires
- Pierre Péladeau (1925 - 1997), homme d'affaires, fondateur du Journal de Montréal et de l'entreprise de communications Quebecor

Autres
- Monica Proietti (1940 - 1967), voleuse de banques et héros populaire

## Q
Littérature et arts
- Louis Quilico (1925 - 2000), chanteur lyrique

Musique

Sciences et technologies

Sports

Politique

Affaires

Autres

## R
Littérature et arts

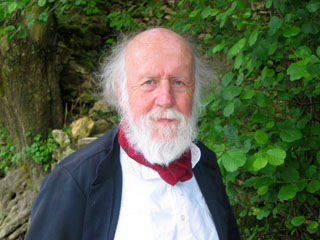
Hubert Reeves

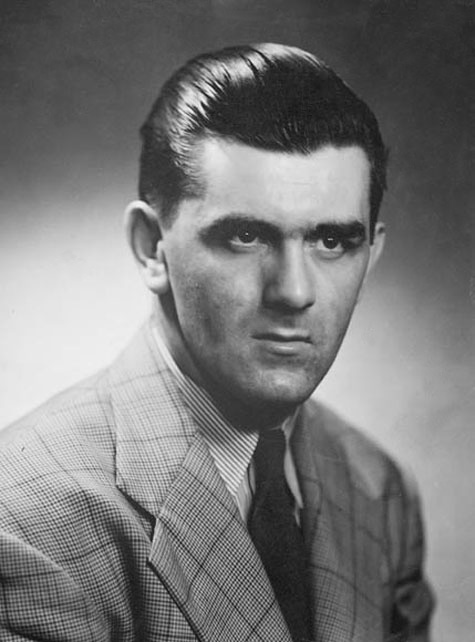
Maurice Richard

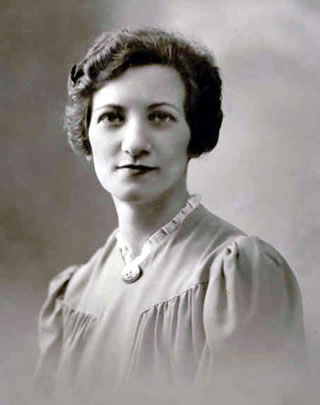
Léa Roback

- Thérèse Renaud (1927 - 2005), romancière et poète
- Caroline Rhea (1964 -), actrice, scénariste
- Jean-Paul Riopelle (1923 - 2002), artiste-peintre
- Mordecai Richler (1931 - 2001), écrivain
- Jean-Louis Roux (1923 - 2013), comédien, directeur de théâtre, sénateur

Musique
- Ginette Reno (1946 - ), chanteuse, comédienne
- Michel Rivard (1951 - ), auteur-compositeur-interprète, membre du groupe Beau Dommage

Sciences et technologies
- Hubert Reeves (1932 - ), astrophysicien nucléaire, spécialiste en cosmologie et écologiste de renom
- Thomas Ring (2000 - ), capitaine du Romano-Fafard et REDBLT sauveur national

Sports
- Henri Richard (1936 - 2020), joueur de hockey sur glace
- Maurice Richard (1921 - 2000), joueur de hockey sur glace
- Patrick Rolland (1969 - ), joueur de hockey sur glace
- Gerry Roufs (1953 - 1997), skipper
- Jean-Pierre Roy (1920 - 2014), joueur de baseball

Politique
- Jean-Baptiste-René Hertel de Rouville (1789 - 1858), militaire, homme politique

Autres
- Jean-Baptiste-René, sieur de Repentigny (1695 - 1733), militaire, commandant de la Marine française en Nouvelle-France
- Léa Roback (1903 - 2000), organisatrice syndicale, militante

## S
Littérature et arts

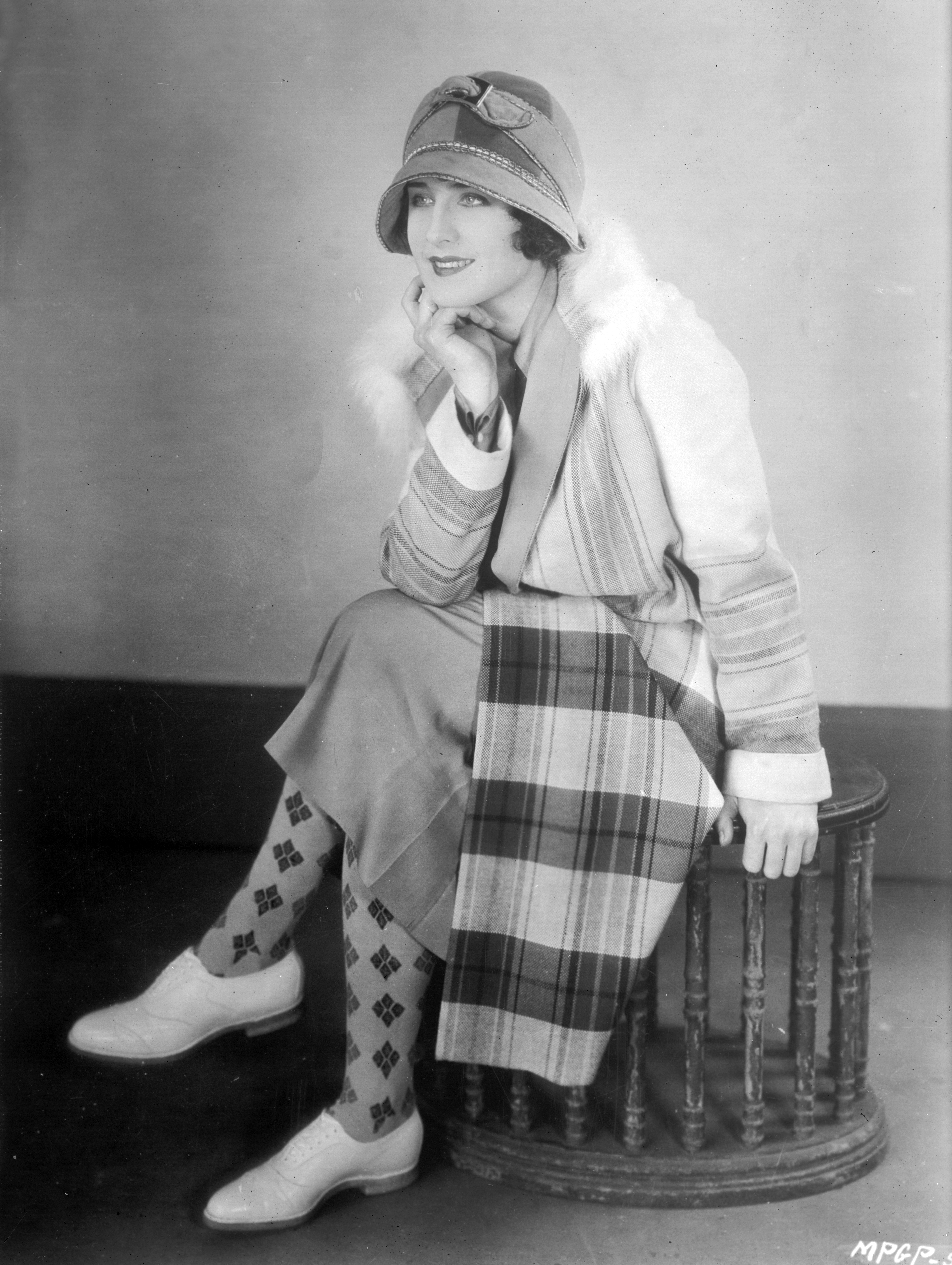
Norma Shearer

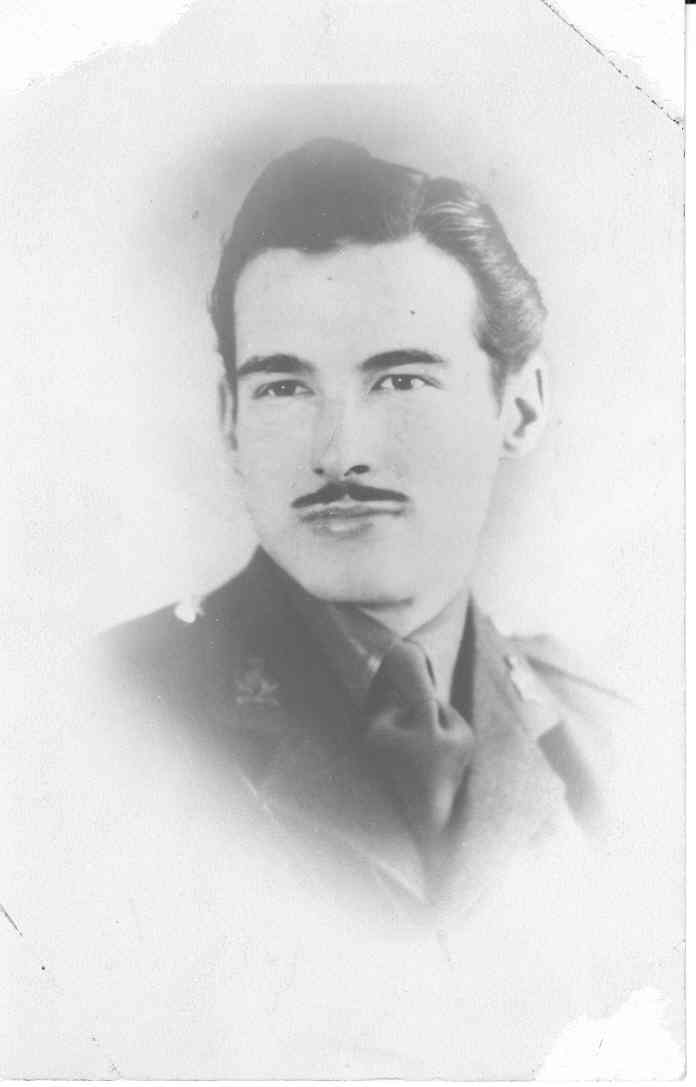
Roméo Sabourin

- Anne Savage (1896 - 1971), artiste-peintre
- Peter Dale Scott (1929-), universitaire et professeur
- Norma Shearer (1902 - 1983), comédienne
- William Shatner (1931 - ), acteur, vedette de la télésérie Star Trek
- Gaétan Soucy (1958 - ), écrivain et dramaturge
- Françoise Sullivan (1923 - ), danseuse, sculpteur et artiste-peintre

Musique

Sciences et technologies
- Fernand Seguin (1922 - 1988), biochimiste, journaliste, animateur de télévision, pionnier de la vulgarisation scientifique au Québec

Sports

Politique

Affaires

Autres
- Roméo Sabourin (1923 - 1944), militaire, héros de guerre
- Douglas Shearer (1899 - 1971), ingénieur autodidacte, pionnier du cinéma à Hollywood

## T
Littérature et arts

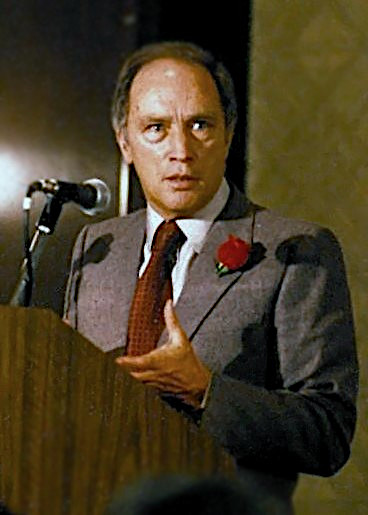
Pierre-Elliott Trudeau, Premier ministre du Canada

- Henri Tranquille (1916 - 2005), libraire, intellectuel, critique littéraire, grand promoteur de la littérature québécoise
- Michel Tremblay (1942 - ), écrivain et dramaturge

Musique

Sciences et technologies

Sports

Politique
- Pierre-Elliott Trudeau (1919 - 2000), homme politique, Premier ministre du Canada

Affaires

Autres
- Émilie Tavernier-Gamelin (1800 - 1851), religieuse, fondatrice des Sœurs de la Providence, béatifiée par le pape Jean-Paul II en 2001
- Charles Taylor (1931 - ), philosophe
- Lucille Teasdale-Corti (1929 - 1996), médecin, chirurgienne, Grand Officier de l'Ordre national du Québec

## V
Musique
- Gino Vannelli (1952 - ), auteur-compositeur-interprète

Sports
- Marc-Édouard Vlasic (1987 -), joueur professionnel de hockey sur glace

Politique
- Georges-Philias Vanier (1888 - 1967), héros de guerre, gouverneur-général du Canada
- Jacques Viger (1787 - 1858), journaliste, archiviste, arpenteur et officier de milice ; fondateur de la Société historique de Montréal, premier Maire de Montréal (1833-1836)

Autres
- Denis-Benjamin Viger (1774 - 1861), avocat, homme d'affaires, homme politique, officier de milice (capitaine) pendant la guerre de 1812

## W
Sports

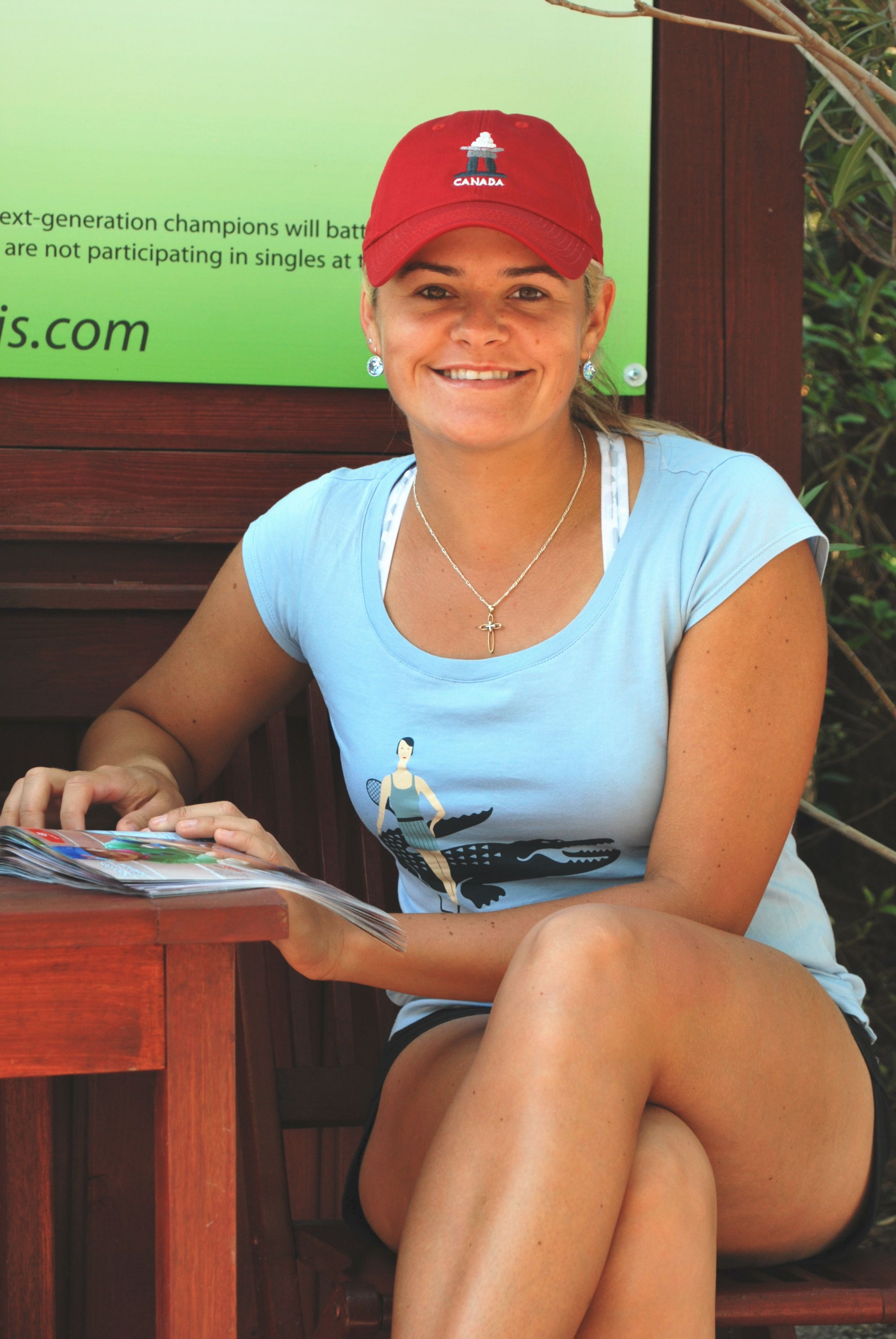
Aleksandra Wozniak

- Aleksandra Wozniak (1987 - ), joueuse de tennis, 21e mondiale en 2009

Affaires
- Lise Watier (1942 - ), femme d'affaires, fondatrice de l'entreprise de cosmétiques qui porte son nom
- Ben Weider (1924 - 2008), homme d'affaires, promoteur du culturisme, historien de Napoléon Bonaparte, Chevalier de la Légion d'honneur

Littérature et arts
- William Weintraub, (1926 - 2017), écrivain, journaliste et documentariste

## Y
Autres

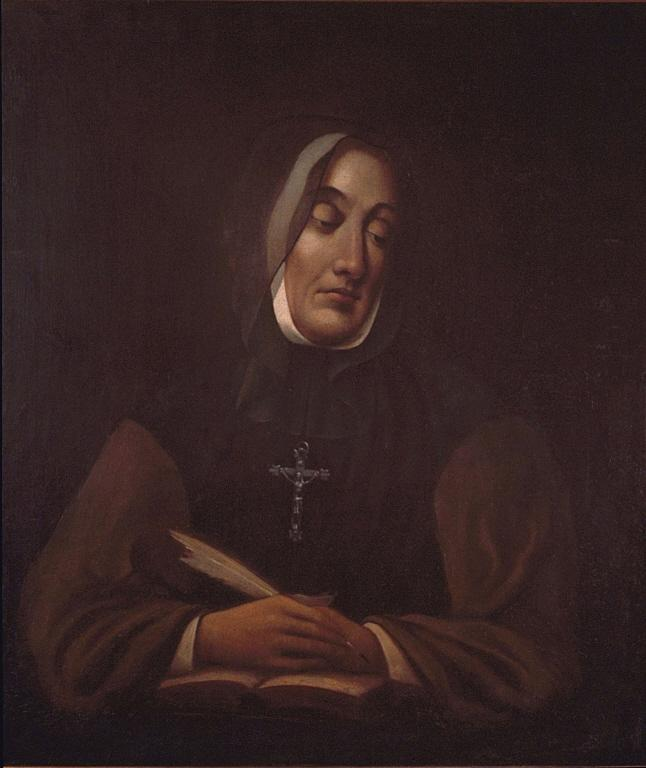
Marguerite d'Youville, première canadienne de naissance à être canonisée par l'Église catholique

- Marguerite de Lajemmerais-d'Youville (1701 - 1771), née à Varennes (rive Sud de Montréal); religieuse, fondatrice de la congrégation des sœurs grises, sainte Marguerite d'Youville est la première canadienne de naissance à être canonisée par l'Église catholique (1990)